# パーマストンノース市長
パーマストンノース市長（Mayor of Palmerston North）は、ニュージーランド、パーマストンノースの首長。First-past-the-post votingで選出される。

## 歴史
自治区議会が1877年7月12日に設立された。マナワツ天然林の真っ只中に孤立した内陸村であり、人口は800人ほどであった。1877年8月9日に最初の選挙が行われ、9人の議員が選任された。
1930年8月1日、人口20,000人に達し、正式に都市の条件を満たして自治区議会は市議会になった。
議会選挙は当初毎年、1914年以来隔年で行われている。

## 一覧
|    | 氏名                                     | 任期                    |
| -- | ---------------------------------------- | ----------------------- |
| 1  | ジョージ・マシューズ・ネルソン           | 1877年 - 1879年         |
| 2  | ジェームズ・リントン                     | 1879年 - 1882年         |
| 3  | フリッツ・ジェンセン                     | 1882年 - 1883年         |
|    | ジョージ・マシューズ・ネルソン、 2回目   | 1883年 - 1884年         |
|    | ジェームズ・リントン、 2回目             | 1884年 - 1885年         |
| 4  | アレグザンダー・ファーガソン             | 1885年 - 1886年         |
| 5  | ルドルフ・ジョージ・ウェスト             | 1886年 - 1887年         |
| 6  | ソロモン・エイブラハムズ                 | 1887年 - 1889年         |
|    | ジョージ・マシューズ・ネルソン、 3回目   | 1889年 - 1892年         |
| 7  | ロバート・エドワーズ                     | 1892年 - 1893年         |
| 8  | ウィリアム・パーク                       | 1893年 - 1895年         |
| 9  | ウィリアム・トーマス・ウッド             | 1895年 - 1899年         |
| 10 | ヘンリー・ヘイドン                       | 1899年 - 1901年         |
|    | ジョージ・マシューズ・ネルソン、 4回目   | 1901年 - 1901年10月31日 |
|    | ウィリアム・トーマス・ウッド、 2回目     | 1901年 - 1903年         |
| 11 | チャールズ・ダンク                       | 1903年 - 1904年         |
| 12 | エドワード・オア・ハーレー               | 1904年 - 1905年         |
| 13 | モーリス・コーエン                       | 1905年 - 1907年         |
| 14 | リチャード・エセックス                   | 1907年 - 1908年         |
| 15 | ジミー・ナッシュ                         | 1908年 - 1923年         |
| 16 | フレデリック・ジョーゼフ・ネイサン       | 1923年 - 1927年         |
| 17 | アーチボルド・ジェームズ・グラハム       | 1927年 - 1931年         |
| 18 | オーガスタス・エドワード・マンスフォード | 1931年 - 1947年         |
| 19 | ジェフリー・トレメイン                   | 1947年 - 1956年         |
| 20 | ブレア・テネント                         | 1956年 - 1959年         |
| 21 | ギルバート・マレイ・レニー               | 1959年 - 1969年         |
| 22 | デズモンド・バリー・ブラック             | 1969年 - 1971年         |
| 23 | ブライアン・エルウッド                   | 1971年 - 1985年         |
| 24 | ポール・リーガー                         | 1985年 - 1998年         |
| 25 | ジル・ホワイト                           | 1998年 - 2001年         |
| 26 | マーク・ベル・ブース                     | 2001年 - 2004年         |
| 27 | ヘザー・タンギー                         | 2004年 - 2007年         |
| 28 | ジョノ・ネイラー                         | 2007年 - 現在           |